# Хребтоплав звичайний
Хребтоплав звичайний (Notonecta glauca) — комаха з родини Notonectidae.

## Морфологія
Дорослі комахи досягають довжини 15 мм. Надкрила випуклі, черевце плоске. Забарвлення може змінюватись залежно від кольору дна водойми, у якому живе комаха. Переважають зеленувато-бурі відтінки, причому черевце темніше за надкрила, тому що комаха плаває в товщі води на спині. До черевця гладиша притиснутий хоботок, яким він проколює тіло жертви. Остання пара ніг-гребні — довша за інші й густо опушена щетинками.

## Поширення
Цей вид зустрічається в Європі в стоячих водах.

## Екологія
Поверхнею землі комаха пересувається незграбно, чіпляючись за її нерівності двома передніми парами ніг. Значну частину часу гладиш перебуває біля самої поверхні води в характерній позі, донизу головою — виставивши задній кінець черевця над водою для дихання.
Під водою гладиш може пробути до 8 хвилин. Добре літає, переважно вночі. Таким чином відбувається їх розселення. Нападає не тільки на інших комах, але й мальків риб. Може спричиняти болючі укуси й людям. Вибравши жертву, клоп наздоганяє її, проколює хоботком покриви й впорскує всередину травну рідину. Через певний час хижак висмоктує паралізовану жертву. Самиці відкладають яйця в тканини водних рослин. Личинки гладишів схожі на дорослих комах за винятком розмірів і відсутністю крил.